# Tejay van Garderen
Van Garderen em 2013
Tejay van Garderen (nascido em 12 de agosto de 1988, em Bozeman) é um ciclista profissional norte-americano, que atualmente corre para BMC Racing Team.